# Bob Seagren
Robert « Bob » Seagren (né le 17 octobre 1946 à Pomona) est un athlète américain spécialiste du saut à la perche.

## Carrière
Étudiant à l'Université de Californie du Sud, il se distingue dès l'âge de dix huit ans en franchissant la hauteur de 4,98 m. Entre 1966 et 1969, l'Américain s'adjuge à six reprises le titre des Championnats de l'Amateur Athletic Union et remporte quatre titres universitaires NCAA en salle et en plein air. Le 14 mai 1966 à Fresno, Bob Seagren établit un nouveau record du monde de la discipline en réalisant 5,32 m soit quatre centimètres de mieux que son compatriote Fred Hansen, auteur de la meilleure marque mondiale depuis 1964. En une saison seulement, Seagren améliore de 34 centimètres son record personnel.
Dépossédé de son record mondial par son compatriote John Pennel, Bon Seagren reprend son bien le 10 juin 1967 en franchissant 5,36 m à San Diego. Une semaine plus tard, il remporte les Jeux panaméricains de Winnipeg avec un saut à 4,90 m. En 1968, le jeune étudiant américain Paul Wilson ravit le record du monde à Seagren avec 5,38 m mais ce dernier améliore de trois centimètres cette performance lors des sélections olympiques de South Lake Tahoe en réalisant 5,41 m.
Figurant parmi les favoris des Jeux olympiques de Mexico, Bob Seagren s'adjuge le 16 octobre 1968 le titre olympique en franchissant 5,40 m à sa deuxième tentative, échouant ensuite par trois fois à 5,45 m. Il devance au nombre d'essais les Allemands Claus Schiprowski et Wolfgang Nordwig.
Après plusieurs saisons en demi-teinte marquées notamment par une opération au genou, Bob Seagren fait son retour au plus haut niveau lors des sélections américaines pour les Jeux olympiques de 1972 en établissant à Eugene un nouveau record du monde avec 5,63 m, soit huit centimètres de mieux que la meilleure marque mondiale détenue par le Suédois Kjell Isaksson. À Munich, l'américain se classe deuxième de la finale avec 5,40 m, derrière l'Allemand Wolfgang Nordwig qui devient le premier non-américain à remporter un titre olympique au saut à la perche.
En 1986, Bob Seagren est élu au Temple de la renommée de l'athlétisme des États-Unis.

## Palmarès
| Année | Compétition        | Lieu     | Résultat | Marque |
| ----- | ------------------ | -------- | -------- | ------ |
| 1967  | Jeux panaméricains | Winnipeg | 1er      | 4,90 m |
| 1968  | Jeux olympiques    | Mexico   | 1er      | 5,40 m |
| 1972  | Jeux olympiques    | Munich   | 2e       | 5,40 m |

## Records
Bob Seagren a amélioré à quatre reprises le record du monde du saut à la perche :
- 5,32 m le 14 mai 1966 à Fresno
- 5,36 m le 10 juin 1967 à San Diego
- 5,41 m le 12 septembre 1968 à South Lake Tahoe
- 5,63 m le 2 juillet 1972 à Eugene

## Séries
1980, Drôles de dames, épisode 24, Triple Mixte dans le rôle de Bob  Sorensen et avec Barbara Stanwick